# Juan José Fernández Blanco
Juan José Fernández Blanco (Corrientes, Virreinato del Río de la Plata, marzo de 1778 - Chaco, Argentina, julio de 1825) fue un comerciante, militar y político argentino, primer gobernador de la provincia de Corrientes después de que ésta recuperara la autonomía tras la disolución de la República de Entre Ríos.

## Biografía
Era hijo de José Fernández Blanco, rico comerciante español y Ministro de la Real Hacienda en Corrientes, y la dama porteña Catalina de Aguirre y Avendaño. Fue hermano del influyente Ángel. Se educó en Buenos Aires y allí se dedicó al comercio, en parte como socio de su hermano.
Luchó contra las invasiones inglesas como capitán de la Compañía de Cazadores Correntinos, único cuerpo que representaba a una provincia en particular. Regresó poco después a Corrientes, donde volvió a dedicarse al comercio.
En 1811, la provincia fue invadida por una flotilla paraguaya, por lo que reunió dos cuerpos de milicias para defender la capital provincial.
Desde 1815 se unió al grupo artiguista, sin lucimiento especial. Rescató a su hermano de la prisión en que lo había puesto José Artigas, pero no tuvo problemas con este ni con Francisco Ramírez.
Cuando en octubre de 1821 llegó la noticia de la muerte del Supremo Entrerriano, dirigió la revolución contra el teniente de gobernador Evaristo Carriego. Fue nombrado gobernador de la provincia en diciembre de ese año. Para ambas cosas fue clave su amistad con el coronel Mansilla, que depuso en Entre Ríos al hermano de Ramírez, López Jordán.
Firmó el Tratado del Cuadrilátero con Santa Fe, Entre Ríos y Buenos Aires y fue un firme aliado del gobernador porteño Martín Rodríguez.
Aparte de llevar adelante escasas gestiones administrativas y obras públicas, fue el encargado de poner en funcionamiento las instituciones de la provincia después de la larga crisis que había sacudido a su provincia desde 1810. Sancionó e hizo jurar la primera constitución provincial. Hizo expulsar una partida de soldados paraguayos del sudoeste de Misiones y firmó una paz con los indios abipones del Chaco. Incorporó a la provincia a dos de los pueblos que habían sido parte de Misiones, San Miguel y San Roquito.
Se negó a apoyar al caudillo Estanislao López, de Santa Fe, en su intento de declarar la guerra al Brasil para recuperar la Banda Oriental.
En un complicado trámite, logró vencer sin efusión de sangre la rebelión del coronel Agustín Díaz Colodrero, que fue expulsado de la provincia.
En diciembre de 1824 fue reemplazado por su sucesor Pedro Ferré, del cual fue delegado en dos oportunidades. Desde entonces fue inspector de armas de la provincia, y tuvo una destacada actuación en la defensa contra algunos ataques de los indígenas del Chaco y de Misiones.
Murió en julio de 1825 en algún lugar del este del Chaco, en campaña punitiva contra los indígenas que habían atacado las costas correntinas.